# Alexandre de Lavergne
Pour les articles homonymes, voir Lavergne.
Alexandre Marie Anne de Lavaissière de Lavergne (Paris, 17 mars 1808 - Paris 3e, 1er avril 1879) est un dramaturge et romancier français.

## Biographie
Issu d'une ancienne famille noble d'Auvergne, après le Lycée Henri IV, il étudie le droit sous la direction de François Mauguin, son tuteur, et entre au ministère de la guerre, sous la protection de son oncle, François Martineau des Chesnez et devient chef de bureau aux affaires algériennes.
Secrétaire des procès-verbaux du Conseil impérial de l'instruction publique, ses pièces ont été représentées sur les plus grandes scènes parisiennes du XIXe siècle : Théâtre de la Porte-Saint-Martin, Théâtre de l'Ambigu-Comique, Théâtre de l'Odéon, Théâtre du Palais-Royal, etc.
On lui doit de nombreuses nouvelles ou romans courts publiés dans Le Siècle.

## Œuvres
Théâtre
- Marguerite de Quélus, drame en 3 actes, avec Charles Desnoyer et Paul Foucher, 1835.
- Rosette, ou Promettre et Tenir, comédie-vaudeville en 2 époques, avec Déaddé Saint-Yves, 1835.
- Le Transfuge, drame en 3 actes, avec Foucher, 1836.
- Le Comte de Mansfeld, drame en quatre actes, avec Paul Foucher, 1840.
- L'Audience secrète, drame en 3 actes, avec Foucher, 1842.
- Brancas le rêveur, comédie-vaudeville en 1 acte, avec Déaddé Saint-Yves, 1845.
- Mademoiselle Aïssé, drame en 5 actes, en prose, avec Foucher, 1854.

Romans et nouvelles
- La Marquise de Contades, Dumont, 1841.
- La Pension bourgeoise, Dumont, 1841.
- La Recherche de l'inconnue, Dumont, 1843 (repris, Le Siècle, 1863).
- L'Aîné de la famille, Boulé, 1844.
- Tout chemin mène à Rome, Boulé, avec Auguste Arnould, 1844.
- La Dernière hymne de Santenil, Boulé, 1844.
- Les Trois Aveugles, Dumont, 1844.
- Le Dernier Seigneur de village, Cadot, 1845.
- La Princesse Des Ursins, 2 vol., Cadot, 1845.
- Le Secret de la confession, Cadot, 1845.
- La Duchesse de Mazarin, 2 vol, Paulin, 1846.
- Un gentilhomme d'aujourd'hui, 3 vol., Cadot, 1847.
- Il faut que jeunesse se passe, 3 vol., Méline, Cans et Cie, 1852.
- La Case du vilain, ou Vie des serfs sous la féodalité, Loireau-Feuchot, 1853.
- Sous trois rois, 3 vol., Cadot, 1853.
- Pauline Butler, Le Dernier Maure de Grenade, Lébègue, 1854.
- La Famille de Marsal, Amyot, 1864.
- Le Chevalier du silence, Hachette, 1864.
- Le Roi des rossignols, 4 vol., L. de Potter, 1864.
- Le Cadet de famille, Paris, Bureaux du Siècle, 1866.
- La Circassienne, Le Siècle, 1866.
- La Pension bourgeoise. Le Chevalier du silence. Le Comte de Mansfeldt. Le Secret de la confession, Paris, Bureaux du Siècle, 1866.
- L'Ut de poitrine, Amyot, 1866.
- Le Lieutenant Robert, Cadot de Degorce, 1869.
- Épouse ou Mère, deuxième partie du Lieutenant Robert, Cadot et Degorce, 1869.
- Les Demoiselles de Saint-Denis, Dentu, 1873.
- La Belle Aragonaise suivi du Fantôme de Fontevrault, Paris, Édouard Dentu, 1879.

Autres
- Châteaux et ruines historiques de France, illustrations de Théodore Frère, Paris, Ch. Warée, 1845.